# Świętopełk II de Poméranie
 (novembre 2018).
Si vous disposez d'ouvrages ou d'articles de référence ou si vous connaissez des sites web de qualité traitant du thème abordé ici, merci de compléter l'article en donnant les références utiles à sa vérifiabilité et en les liant à la section « Notes et références ».
Świętopełk II de Poméranie (en polonais Świętopełk II Wielki), Zwantepolc de Danceke, est né entre 1190 et 1200, et décédé le 11 janvier 1266. Il est le fils de Mestwin Ier et il est duc de la Poméranie orientale.

## Biographie

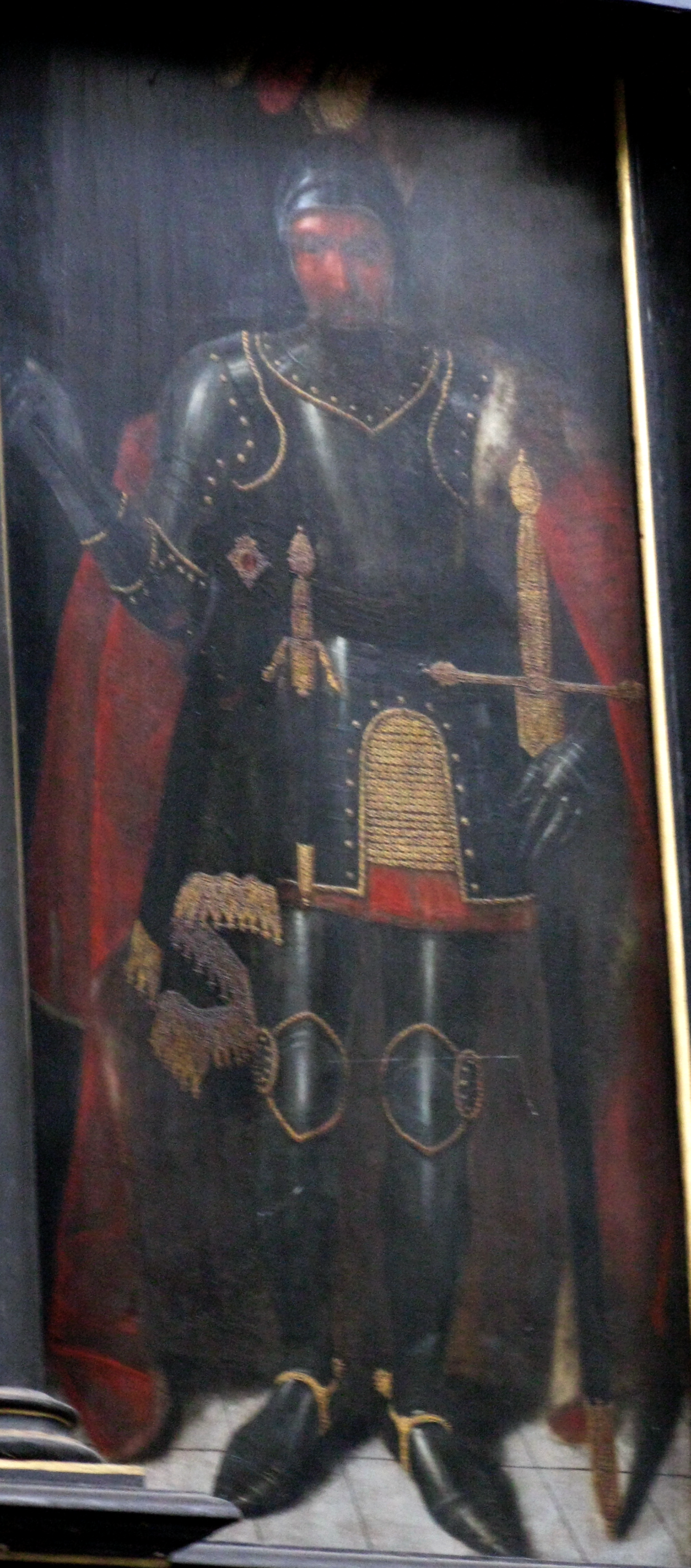
Świętopełk II de Poméranie. Fragment d'un tableau du cloître d'Oliwa

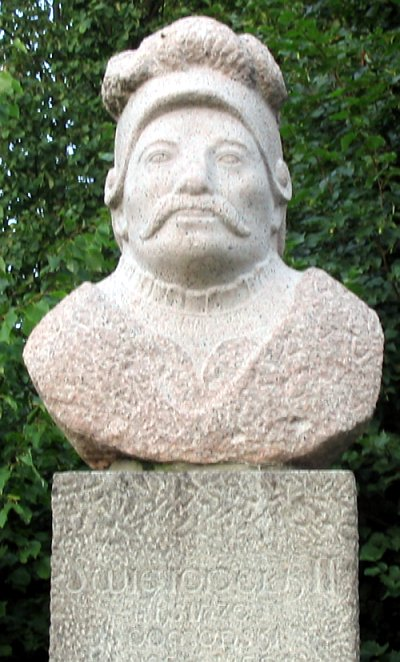
Statue dans un parc d'Oliwa

En 1216 (ou 1217), Lech le Blanc confie la Poméranie orientale à Świętopełk II qui lui rend un hommage de vassalité, tout en ayant pour objectif de se libérer de la suzeraineté polonaise.
Świętopełk se trouve un allié en la personne de Ladislas Odonic écarté du pouvoir en Grande-Pologne par Ladislas III aux Jambes Grêles. Swietopelk II lui promet le trône de Cracovie et la Silésie s'il l'aide à éliminer Lech le Blanc et Henri Ier le Barbu. Le 23 novembre 1227, à l'occasion d'une assemblée des ducs Piasts à Gąsawa, Lech le Blanc est assassiné dans un guet-apens monté par Swietopelk et Ladislas Odonic. Henri Ier le Barbu est gravement blessé.
Vers 1238, Świętopełk s'empare du duché de Sławno qu'il annexe à la Poméranie de Gdańsk. Il s'allie aux Prussiens contre les Chevaliers Teutoniques. En 1242 débute une longue guerre (qui s'achève en 1253) contre une coalition formée par les Chevaliers teutoniques, les ducs de Cujavie-Mazovie et les ducs de Grande-Pologne. Sambor et Racibor rejoignent le camp des ennemis de Świętopełk.
La guerre s'interrompt brièvement en 1243 lorsque Świętopełk est contraint d'accepter un armistice après avoir perdu Wyszogród, Sartowice et Nakło. Mais les hostilités reprennent très rapidement à la suite de la défaite des Teutoniques face aux Prussiens le 17 juin 1243. Le 28 août 1243, à Inowrocław, les Teutoniques, Casimir Ier de Cujavie, Sambor et Racibor concluent une nouvelle alliance pour lutter contre Świętopełk. En quittant Inowrocław pour rejoindre son duché de Białogarda, Racibor est capturé par Świętopełk et doit lui abandonner ses terres.
Le 24 novembre 1248, un nouvel armistice est conclu. Les belligérants en appellent à l'arbitrage de Jacques de Liège, le légat du pape. Mais l'année suivante, la guerre reprend. En 1253, un accord de paix est signé à la suite de la médiation du légat du pape.
Vers 1258, Świętopełk repousse une tentative d'invasion de son duché par Warcisław III et Boleslas le Pieux.
Sous le règne de Świętopełk, Gdańsk et le commerce maritime se développent.

## Unions et descendance

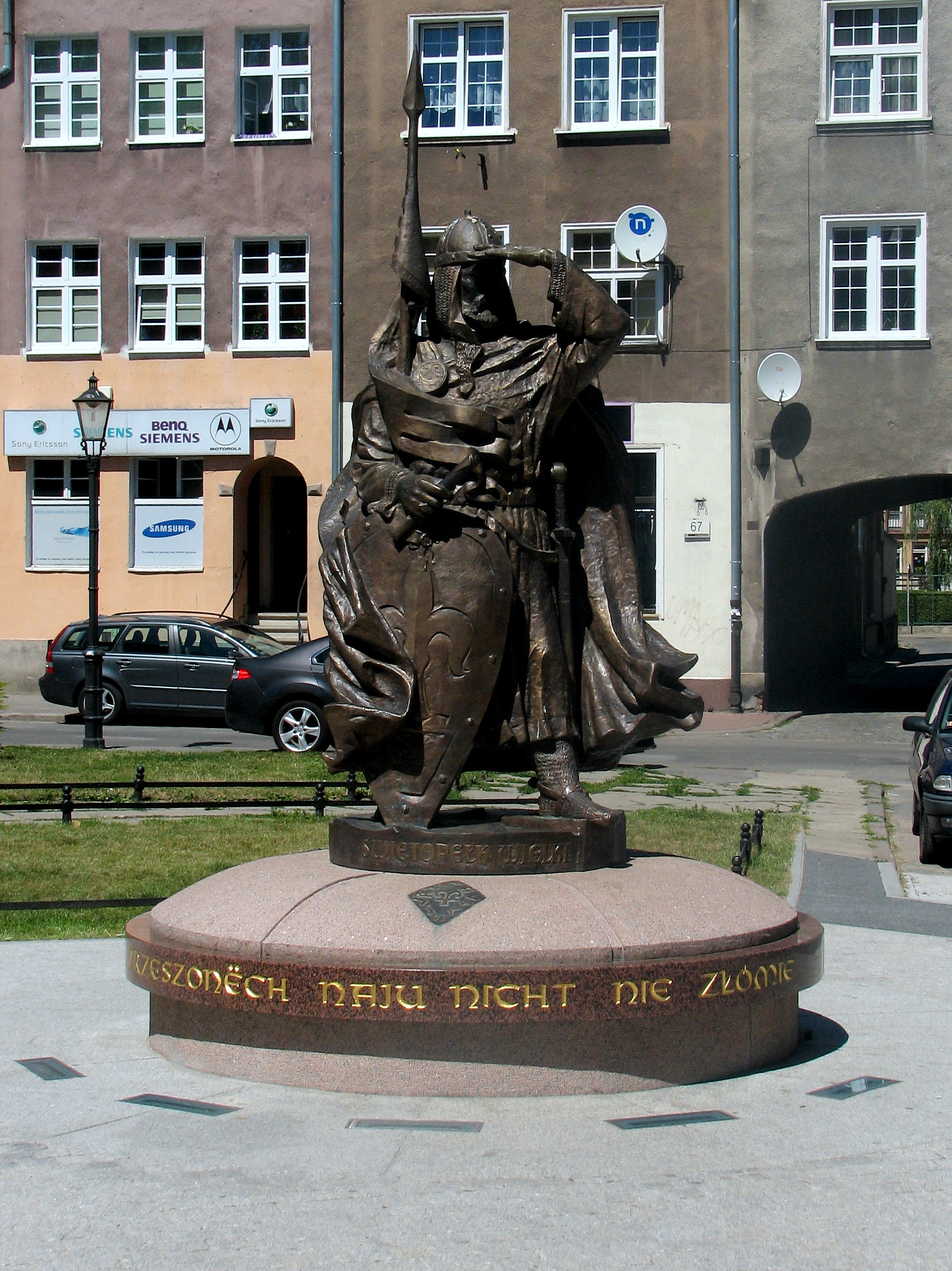
Statue de Świętopełk II le Grand, rue Szeroka à Gdańsk

En 1217/1218, Świętopełk épouse Euphrosyne, fille d'Odon de Poznań, duc de Grande-Pologne. Ils eurent au moins 6 enfants: 
- Mestwin II, duc à Świecie et plus tard à Gdańsk
- Warcisław II, duc à Gdańsk
- Euphémie, épouse de Jaromar II, prince de Rügen
- Zwinisława, épouse de Dobiesław, fils de Sad, seigneur de Tega et Otorów près de Wyszogród
- Jean
- Une fille, épouse du comte de Kevenberg

Avant 1252, Świętopełk épouse en secondes noces Ermengarde de Mecklembourg

## Notes et références

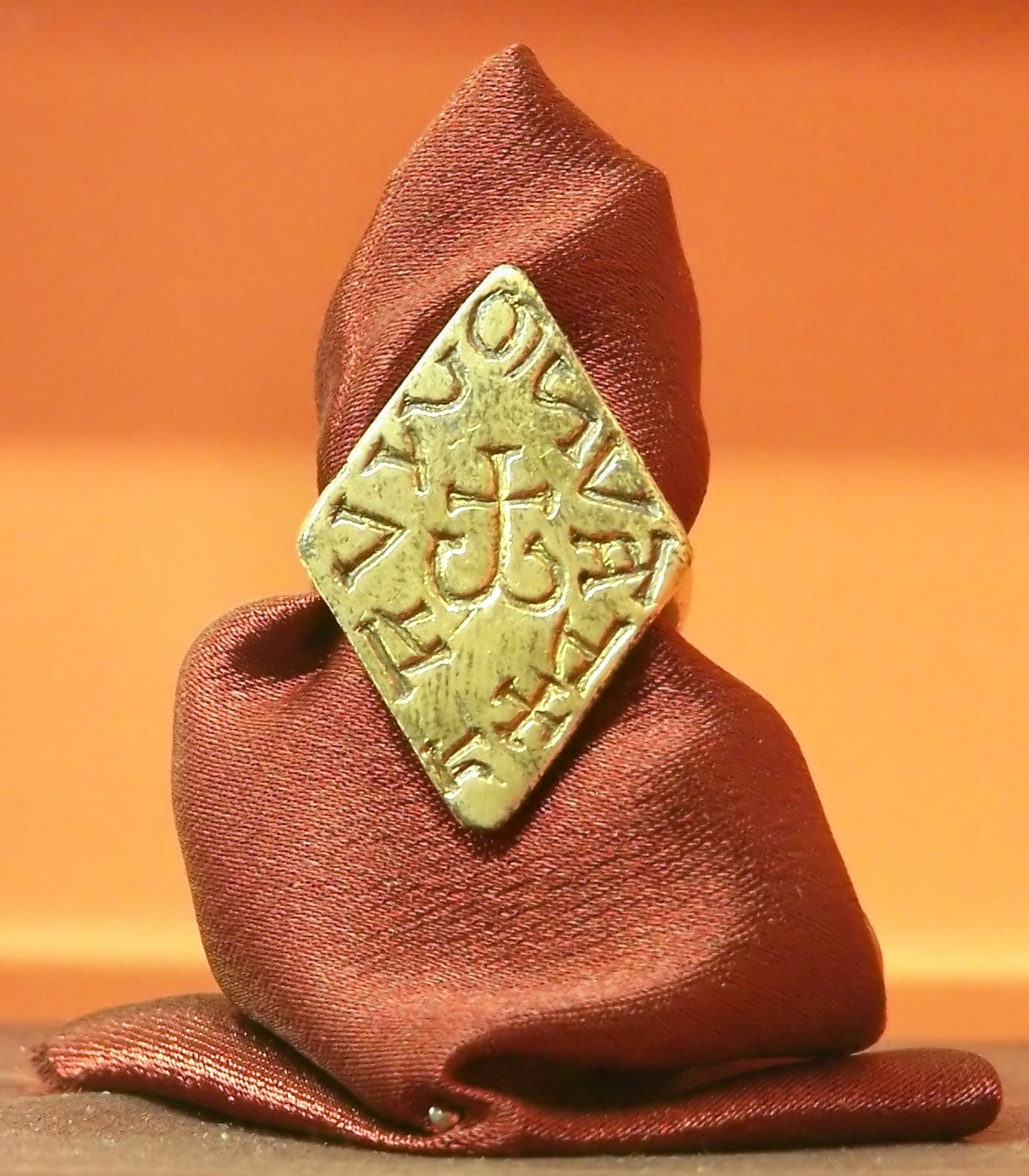
Chevalière de Świętopełk II